# Hastings (Michigan)
Hastings is een plaats (city) in de Amerikaanse staat Michigan, en valt bestuurlijk gezien onder Barry County.

## Demografie
Bij de volkstelling in 2000 werd het aantal inwoners vastgesteld op 7095.
In 2006 is het aantal inwoners door het United States Census Bureau geschat op 7081, een daling van 14 (-0.2%).

## Geografie
Volgens het United States Census Bureau beslaat de plaats een oppervlakte van
13,7 km², waarvan 13,6 km² land en 0,1 km² water. Hastings ligt op ongeveer 254 m boven zeeniveau.

## Plaatsen in de nabije omgeving
De onderstaande figuur toont nabijgelegen plaatsen in een straal van 20 km rond Hastings.

## Geboren
- Gordon Johncock (1936), autocoureur